# Leiningen

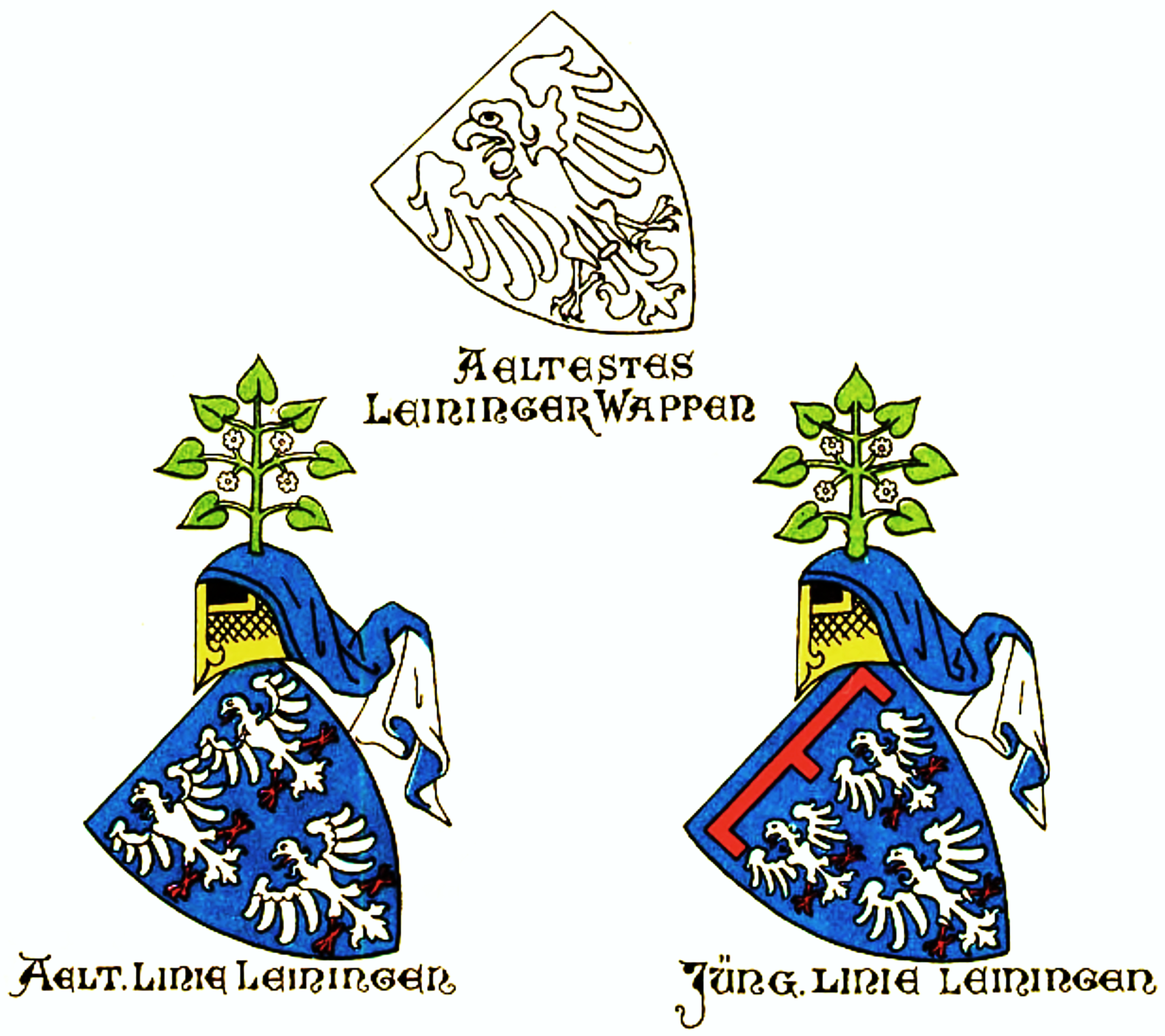
Evoluzione degli stemmi della famiglia Leiningen

Leiningen è un'antica famiglia germanica le cui terre si collocavano principalmente tra Alsazia, Lorena e Palatinato. Nel corso dei secoli la famiglia si sviluppò in numerosi rami collaterali che governavano su contee dotate di immediatezza imperiale.
Gran parte di queste contee vennero annesse dalla Prima Repubblica francese nel 1793, dopo che le truppe francesi erano riuscite a conquistare la riva sinistra del fiume Reno, durante la guerra della Prima coalizione. Conseguentemente i rami della famiglia Leiningen, spodestati dei loro territori, ricevettero in compensazione delle abbazie secolarizzate, ma, ben presto, questi staterelli vennero mediatizzati cosicché la famiglia perse l'immediatezza imperiale. Ad oggi, l'unico ramo ancora esistente è quello dei Principi di Leiningen.

## Origini

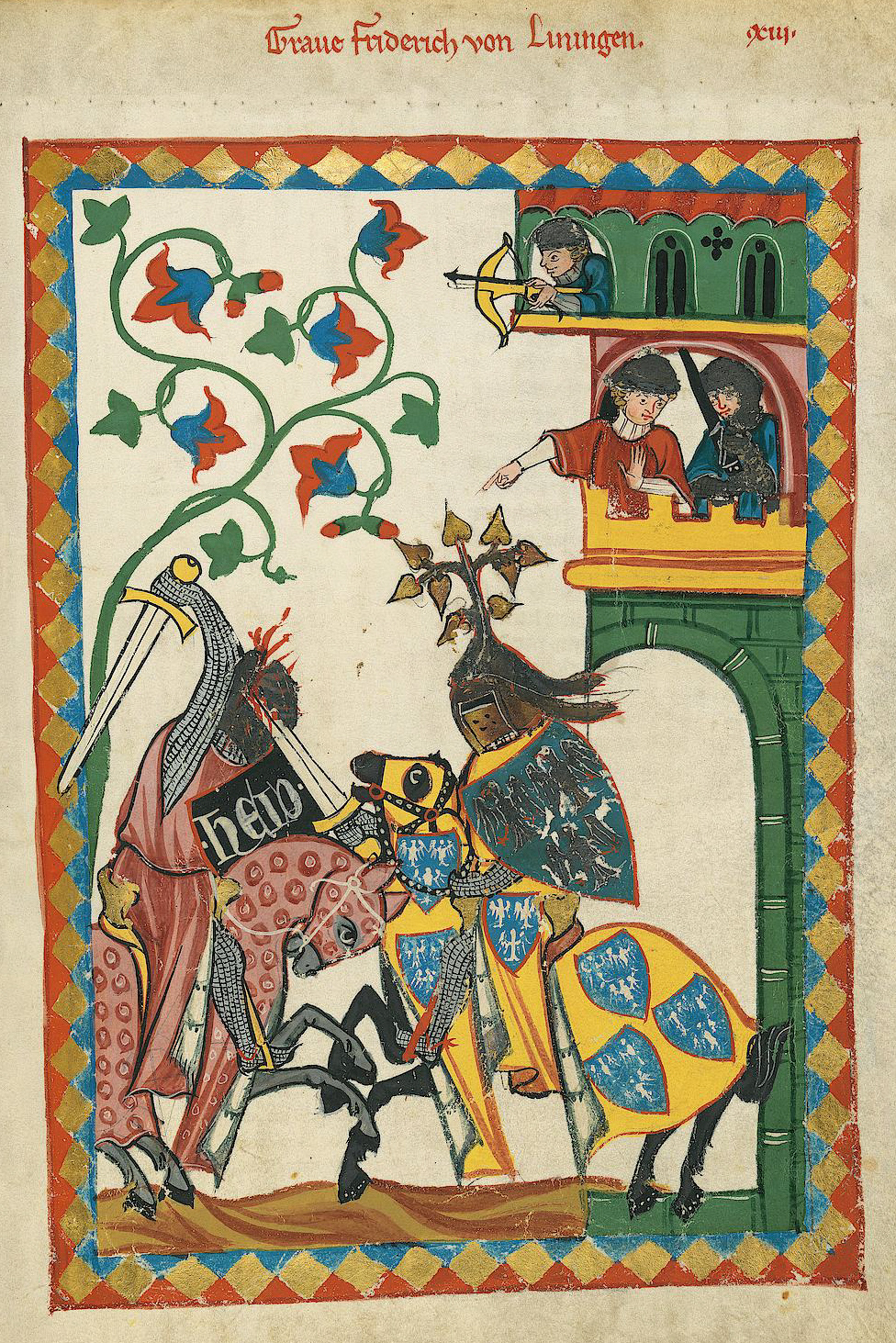
Federico II raffigurato nel Codex Manesse

Il primo conte di Leiningen, del quale nulla si sa con precisione, fu un certo Emilio II († prima del 1138). Lui (e probabilmente il padre Emilio I) costruirono il castello di Leiningen, conosciuto attualmente come castello vecchio di Leiningen (Burg Altleiningen) attorno al 1100 o 1110. La vicina abbazia di Höningen venne costruita attorno al 1120 come luogo di sepoltura per i membri della famiglia comitale.
La famiglia si estinse in linea maschile quando il conte Federico I morì attorno al 1220. La sorella di Federico I, Liutgarda, sposò Simone II, conte di Saarbrücken; uno dei loro figli, anch'egli di nome Federico, ereditò le terre dei conti di Leiningen adottandone lo stemma ed il nome come Federico II († 1237). Era conosciuto per essere un Minnesänger ed uno dei suoi componimenti è contenuto nel Codex Manesse. Prima del 1212 egli fece costruire un nuovo castello che chiamò Hardenburg, posizionato circa 10 chilometri a sud di Altleiningen; la nuova costruzione si trovava fuori della contea di Leiningen, su territorio dell'abbazia di Limburg, della quale lo zio era protettore (Vogt).
Il figlio maggiore, Simone (circa 1204 - 1234), sposò Gertrude, erede della contea di Dagsburg, portando quindi anche questa proprietà all'interno del casato. Simone e Gertrude non ebbero figli, cosicché i due fratelli di Simone ereditarono in condominio la contea di Leiningen: Federico III ottenne inoltre Dagsburg ed Emilio IV († circa 1276) ricevette il castello di Landeck, fondando inoltre la cittadina di Landau, ma il ramo di Landeck si estinse ben presto con il nipote nel 1290. Federico III, che non gradiva condividere il castello di Leiningen con il fratello, fece costruire una nuova residenza nel 1238 - 1241 a circa 5 chilometri a nord-est di Leiningen, chiamandola Neuleiningen (Nuovo Leiningen). Il figlio di Federico III, Federico IV († 1316) ebbe due figli, che divisero la contea in Leiningen-Dagsburg e Leiningen-Hardenburg.

## Storia
Avendo accresciuto i suoi possedimenti la famiglia Leiningen fu divisa nel 1317 circa in due rami.

### Leiningen-Westerburg

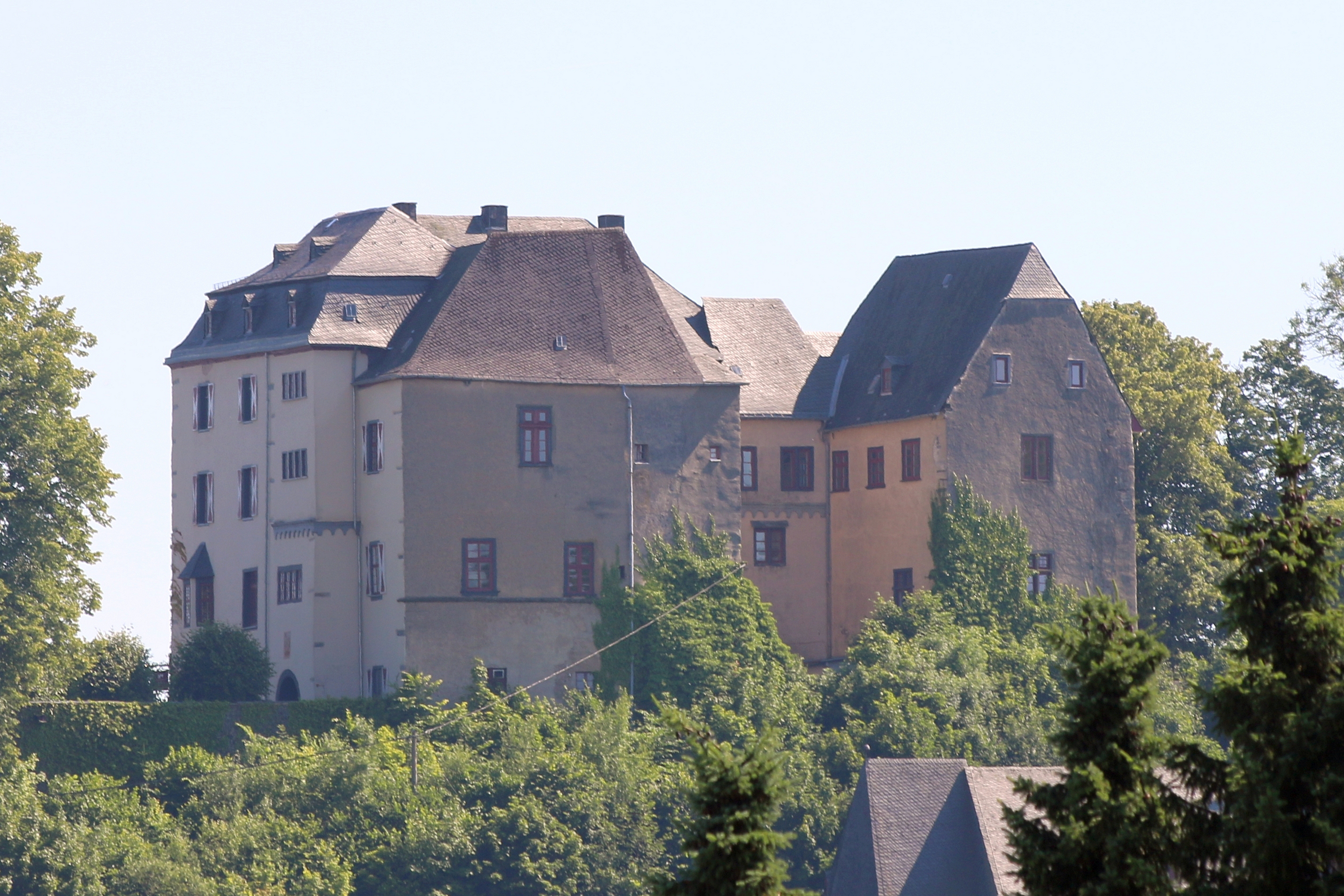
Castello di Westerburg

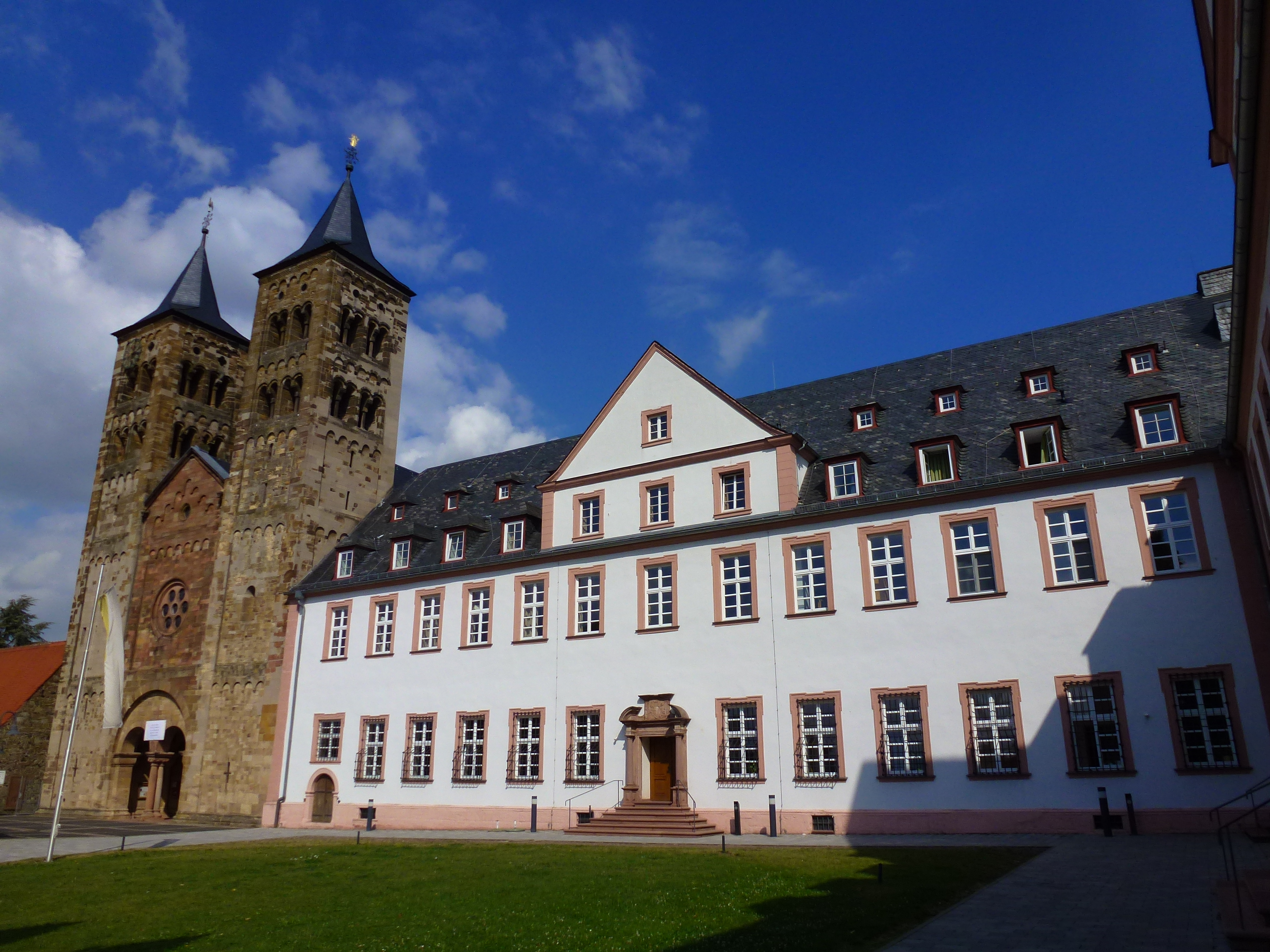
Chiesa parrocchiale cattolica di Ilbenstadt. Era la chiesa abbaziale di Santa Maria, Santi Pietro e Paolo dell'abbazia di Ilbenstadt

Il ramo maggiore, il cui capo deteneva il titolo di langravio, si estinse nel 1467. In questo caso le sue terre passarono a una femmina, Margherita, sorella dell'ultimo langravio, moglie di Reinardo, signore di Westerburg, ed i loro discendenti divennero noti come Leiningen-Westerburg. In seguito questa famiglia fu divisa in due rami, quello di Alt-Leiningen-Westerburg e quello di Neu-Leiningen-Westerburg, ad oggi entrambi estinti.
Dopo la rivoluzione francese, la riva sinistra del Reno venne conquistata durante la guerra della Prima Coalizione ed annessa alla Francia nel 1793. I conti di Alt- e Neu-Leiningen vennero arrestati e imprigionati a Parigi, perdendo i loro territori. Nel 1803 essi vennero compensati con i possedimenti derivanti dalla secolarizzazione dell'abbazia di Ilbenstadt (nei pressi di Niddatal) e di Engelthal. Il processo di mediatizzazione che interessò la Germania pose fine a queste contee nel 1806, con i relativi territori spartiti tra il Granducato di Berg e il Granducato d'Assia, il Nassau-Weilburg e il Nassau-Usingen. L'abbazia di Ilbenstadt venne venduta dalla Casa di Leiningen-Westerburg-Altleiningen nel 1921, mentre l'abbazia di Engelthal venne alienata dagli eredi del Casato di Leiningen-Westerburg-Neuleiningen nel 1952.

### Leiningen-Hardenburg

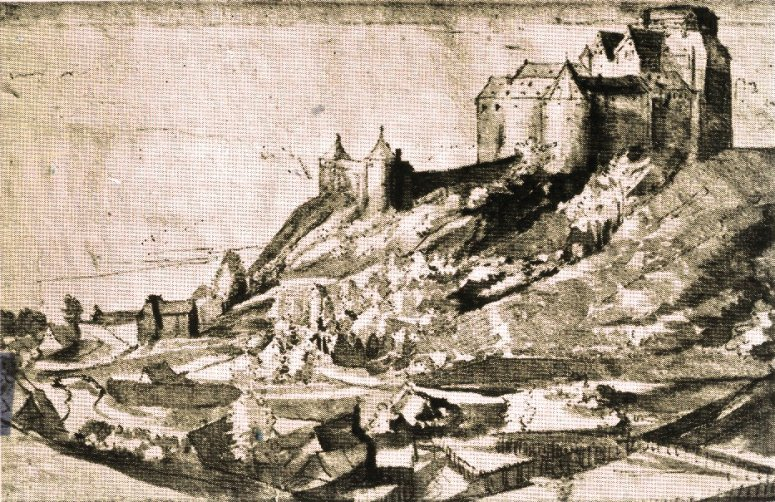
Una delle più antiche raffigurazioni del castello di Hardenburg, risalente al 1580 circa

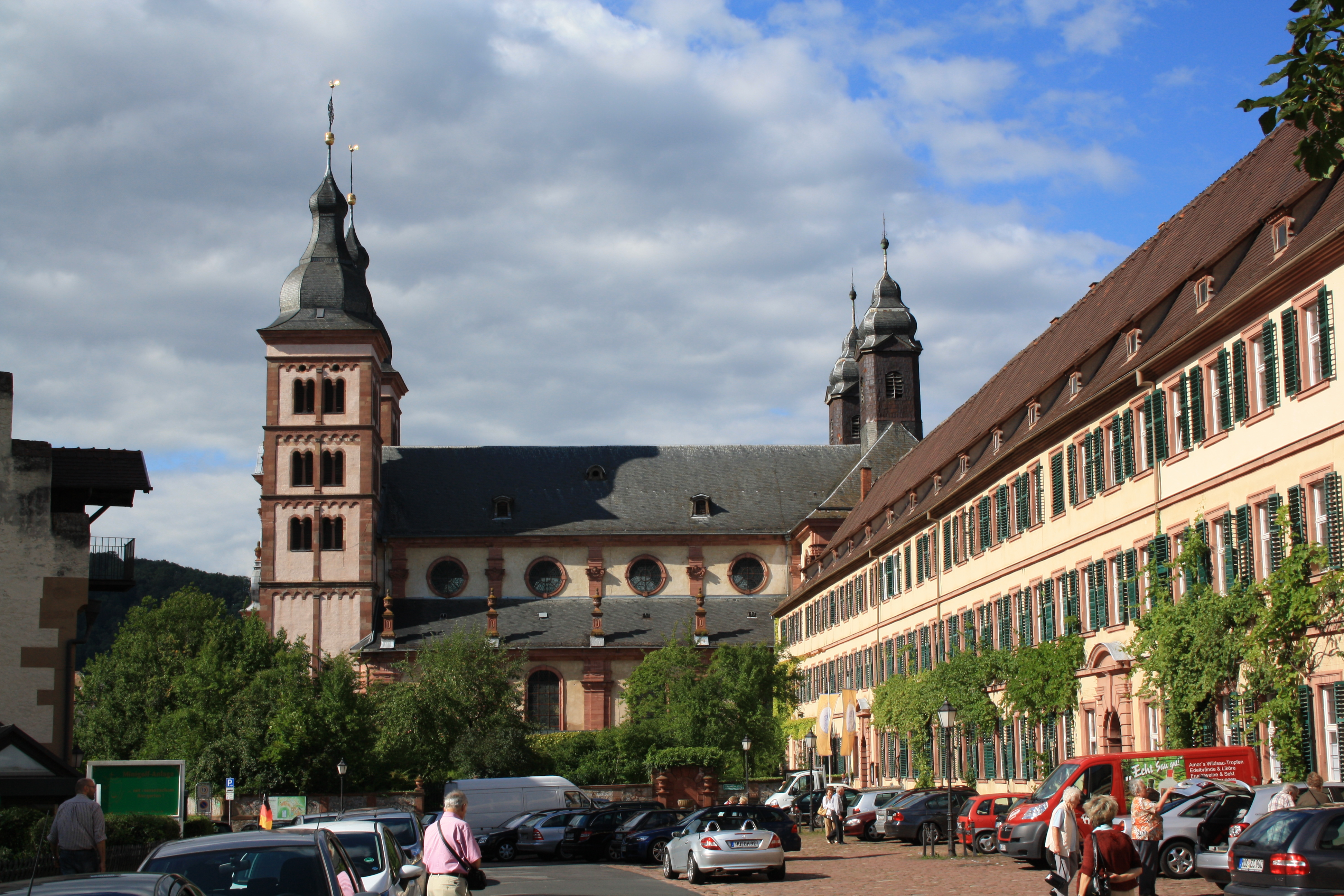
Chiesa abbaziale di Amorbach

Nel frattempo, il ramo cadetto dei Leiningen, conosciuta come la famiglia di Leiningen-Hardenburg, stava prosperando e nel 1560 fu divisa nelle linee di Leiningen-Dagsburg-Hardenburg, fondata dal conte Giovanni Filippo († 1562), e Leiningen-Dagsburg-Heidesheim o Falkenburg, fondata dal Conte Emicho († 1593).
Nel 1658 il Leiningen-Dagsburg-Falkenburg venne ulteriormente suddiviso nei rami:
- Leiningen-Dagsburg (estinto nel 1706);
- Leiningen-Heidesheim (estinto nel 1766);
- Leiningen-Guntersblum (estinto nel 1774).

La contea di Leiningen-Dagsburg venne quindi ereditata dai conti di Leiningen-Dagsburg-Hardenburg nel 1774. Il Leiningen-Guntersblum venne invece diviso in due ulteriori rami dinastici:
- Leiningen-Dagsburg-Falkenburg-Guntersblum, che venne privato delle sue terre sulla riva sinistra del Reno dalla Francia, ma nel 1803 ricevette Billigheim come compensazione, assumendo il nome di Leiningen-Billigheim. Nel 1845 acquisirono inoltre il castello di Neuburg ad Obrigheim. Il ramo si estinse nel 1925;
- Leiningen-Heidesheim, che nel 1803 ricevette Neudenau e divenne noto come Leiningen-Neudenau (estinto nel 1910).

Nel 1779 il capo del ramo di Leiningen-Dagsburg-Hardenburg fu elevato a principe del Sacro Romano Impero con il titolo di Principe di Leiningen. Nel 1801 anche questa famiglia fu privata delle sue terre sulla riva sinistra del Reno dalla Francia, ma nel 1803 ebbe un indennizzo sufficiente per queste perdite ricevendo l'abbazia di Amorbach. Pochi anni dopo i suoi possedimenti furono mediatizzati ed attualmente sono inclusi principalmente nel Baden, ma in parte anche in Baviera e nell'Assia. L'abbazia di Amorbach è ancora oggi la sede della famiglia del Principe di Leiningen.
Il secondo principe di Leiningen, Emilio Carlo, del ramo di Leiningen-Dagsburg-Hardenburg, sposò la principessa Vittoria di Sassonia-Coburgo-Saalfeld, che rimasta vedova sposò il principe Edoardo, duca di Kent e Strathearn, figlio cadetto di Giorgio III del Regno Unito, con il quale generò la regina Vittoria.
A partire dal 1991 il capo della linea principesca è il principe Andrea (n. 1955). Il suo fratello maggiore, Carlo Emilio, venne escluso dalla successione dopo aver contratto matrimonio morganatico.

## Linee familiari
Di seguito viene riportato uno schema di sviluppo dei rami del Casato di Leiningen.
|                               |                               |                                |                                    |                                                      |                                                      |                                                      |                                                      |
|                               |                               |                                |                                    |                                                      | Leiningen 1138                                       |                                                      |                                                      |
|                               |                               |                                |                                    |                                                      |                                                      |                                                      |                                                      |
|                               |                               |                                |                                    |                                                      |                                                      |                                                      |                                                      |
|                               |                               |                                |                                    | Leiningen-Hardenburg 1316 - 1343                     | Leiningen-Hardenburg 1316 - 1343                     | Alt-Leiningen-Dagsburg 1316 - 1467                   | Alt-Leiningen-Dagsburg 1316 - 1467                   |
|                               |                               |                                |                                    |                                                      |                                                      |                                                      |                                                      |
|                               |                               |                                |                                    |                                                      |                                                      |                                                      |                                                      |
|                               |                               |                                | Leiningen-Dagsburg-Hardenburg 1343 | Leiningen-Dagsburg-Hardenburg 1343                   | Leiningen-Rixingen 1343 - 1506                       | Leiningen-Rixingen 1343 - 1506                       |                                                      |
|                               |                               |                                |                                    |                                                      |                                                      |                                                      |                                                      |
|                               |                               |                                |                                    |                                                      |                                                      |                                                      |                                                      |
|                               |                               | Leiningen-Dagsburg-Hardenburg  | Leiningen-Dagsburg-Hardenburg      | Leiningen-Apremont 1495 - 1530                       | Leiningen-Apremont 1495 - 1530                       |                                                      |                                                      |
|                               |                               |                                |                                    |                                                      |                                                      |                                                      |                                                      |
|                               |                               |                                |                                    |                                                      |                                                      |                                                      |                                                      |
| Leiningen-Dagsburg-Hardenburg | Leiningen-Dagsburg-Hardenburg | Leiningen-Dagsburg 1593 - 1688 | Leiningen-Dagsburg 1593 - 1688     | Leiningen-Dagsburg-Falkenburg-Heidesheim 1593 - 1766 | Leiningen-Dagsburg-Falkenburg-Heidesheim 1593 - 1766 |                                                      |                                                      |
|                               |                               |                                |                                    |                                                      |                                                      |                                                      |                                                      |
|                               |                               |                                |                                    |                                                      |                                                      |                                                      |                                                      |
|                               |                               |                                | Leiningen-Dagsburg 1658 - 1709     | Leiningen-Dagsburg 1658 - 1709                       | Leiningen-Dagsburg-Falkenburg-Guntersblum 1658       | Leiningen-Dagsburg-Falkenburg-Guntersblum 1658       |                                                      |
|                               |                               |                                |                                    |                                                      |                                                      |                                                      |                                                      |
|                               |                               |                                |                                    |                                                      |                                                      |                                                      |                                                      |
|                               |                               |                                |                                    | Leiningen-Dagsburg-Falkenburg-Guntersblum            | Leiningen-Dagsburg-Falkenburg-Guntersblum            | Leiningen-Dagsburg-Falkenburg-Billigheim 1658 - 1774 | Leiningen-Dagsburg-Falkenburg-Billigheim 1658 - 1774 |

## Rami familiari
Si noti che fonti differenti utilizzano numeri ordinali diversi per alcuni dei conti. Per assicura la consistenza tra fonti diverse, le date di nascita e morte possono essere utili.

### Primi Conti
- Emicho di Leiningen: collaborò nella conduzione della crociata dei tedeschi, nel 1096. La sua relazione con gli altri conti non è chiara;[3]
- Emilio I: fu conte di Leiningen nel 1127,[4] ma non si conoscono la data di morte né le relazioni con gli altri;
- Emilio II è attestato come Conte di Leiningen in documenti dal 1143[5] al 1179;[6]
  - Il figlio, Federico I, subentrò nel governo della contea nel 1189;[7]
- Emilio III è indicato come conte di Leiningen in documenti a partire dal 1193[8] fino al 1208;[9] anche in questo caso non sono chiare le relazioni di parentela con i conti precedenti;
- Federico I, cugino di Emilio III, è indicato come conte "minore" sotto Emilio nel 1205[3] e come conte suo jure dal 1210[10] al 1217.[11] Un documento del 1220 fa riferimento alla sua vedova.[12]

### Linea di Saarbrücken

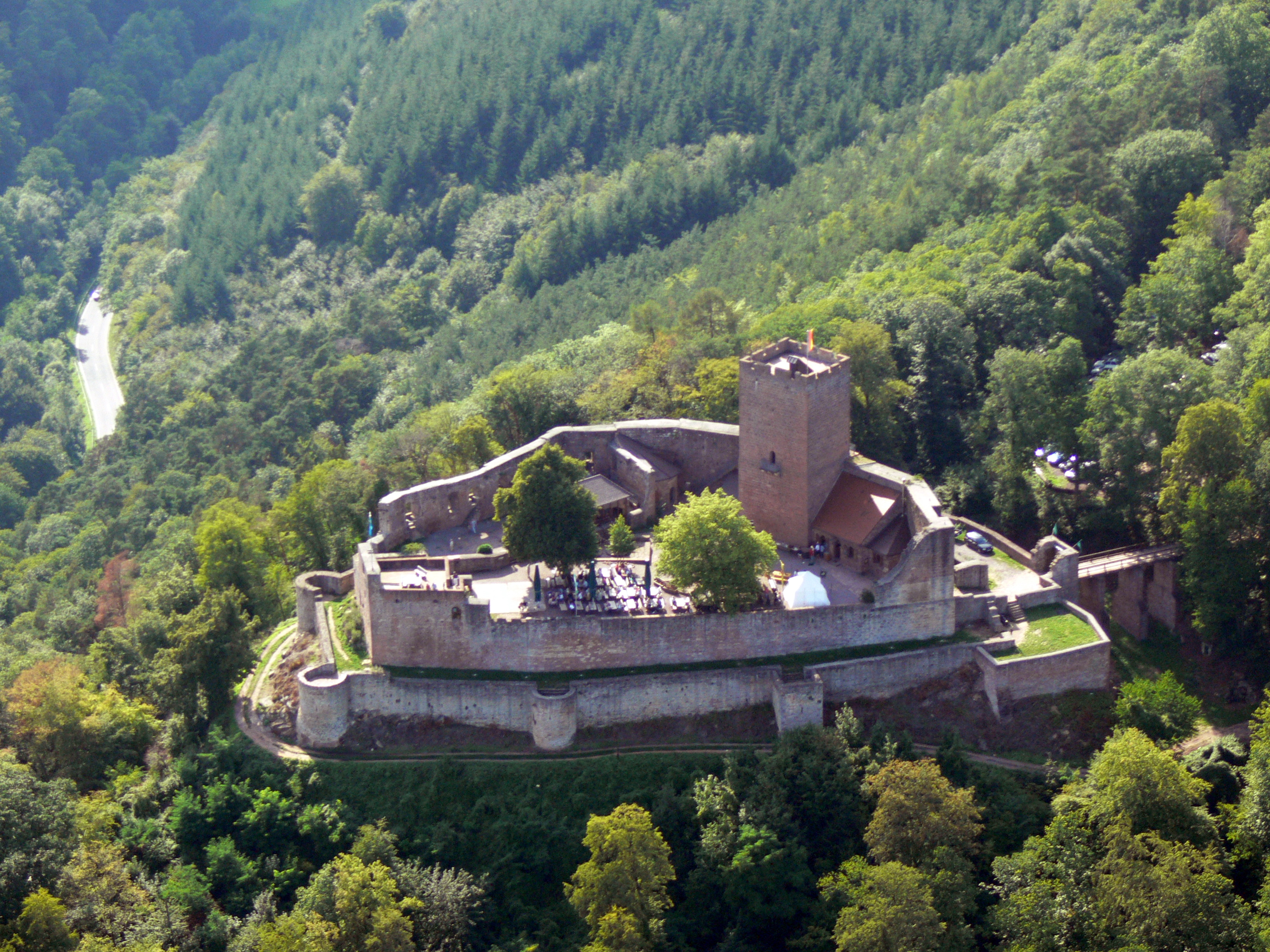
Castello di Landeck

- Simone II, conte di Saarbrücken, sposò Liutgarda, erede di Leiningen, la cui discendenza dagli originari conti di Leiningen non è chiara;[3]
  - Loro figlio, Federico II († 1237) ereditò la contea di Leiningen;
    - Suo figlio, Simone (circa 1204 - 16 marzo 1234) sposò Gertrude, erede della contea di Dagsburg;
    - Federico III († 1287), figlio di Federico II, è documentato come conte in fonti dal 1239 al 1249; sposò Adelaide di Kyburg;
      - Loro figlio, Federico IV († 1316), fu il conte successivo. I figli divisero la contea in Leiningen-Dagsburg e Leiningen-Hardenburg;

    - Emilio IV, fratello di Federico III († circa 1276) governò una porzione dei possedimenti, il Leiningen-Landeck;
      - Suo figlio, Emilio V († 1289), conte di Leiningen-Landeck, non ebbe eredi diretti;[3]
      - Agnese († tra 1299 e 1303) sposò Ottone I, conte di Nassau.

### Leiningen-Dagsburg (prima creazione)

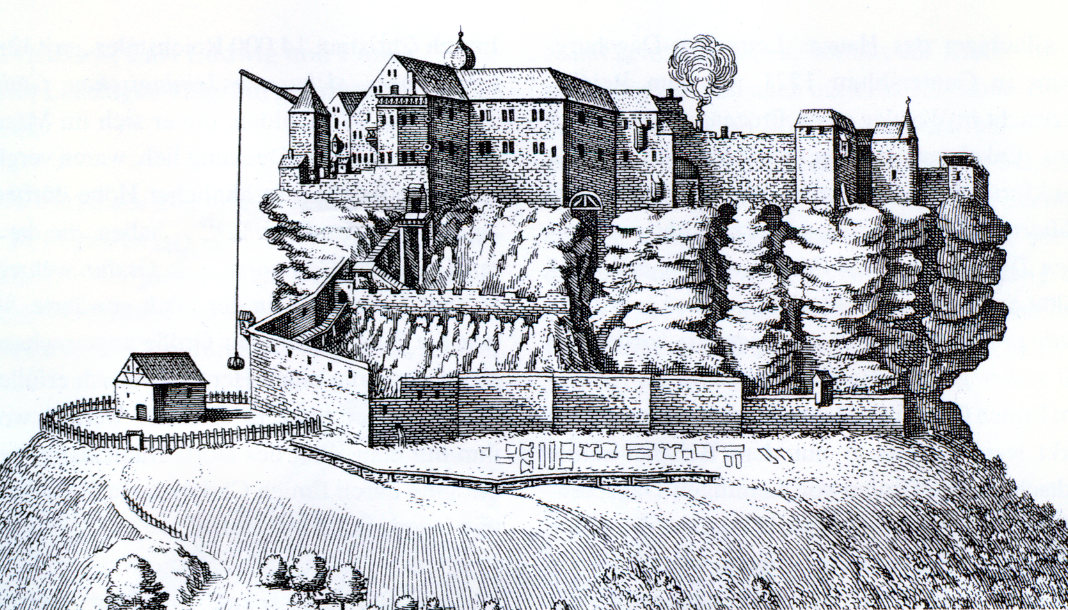
Castello di Dagsburg, in un'incisione su rame di Matthäus Merian del 1663

- Federico VI († 1327), figlio di Federico V, divenne conte di Leiningen-Dagsburg,[13], l'attuale Dabo, nel dipartimento della Mosella, in Francia;
  - Federico VII, conte di Leiningen-Dagsburg († prima del 1342)
    - Federico VIII, conte di Leiningen-Dagsburg (1320 - 31 ottobre 1387), sposò Jolanda di Jülich, nipote di Gerardo V di Jülich;
      - Jolanda (1352 - 24 aprile 1434);[14] tra i suoi discendenti si hanno i Signori di Egmont e i Duchi di Gheldria;[15]
      - Federico IX, conte di Leiningen-Dagsburg[14] († 8 marzo 1467);
        - Margherita, figlia ed unica erede di Federico IX, sposò Reinardo III, signore di Westerburg.[13]

### Leiningen-Westerburg
- Kuno I, signore di Westerburg (1425 - 1459), figlio di Margherita di Leiningen e Reinardo di Westerburg;
  - Reinardo I, conte di Leiningen-Westerburg (1453 - 1522), ereditò la contea dalla nonna;[13]
    - Kuno II, conte di Leiningen-Westerburg (1487 - 1547);
      - Filippo I, conte di Leiningen-Leiningen (1527 - 1597);
      - Giorgio I, conte di Leiningen-Schaumburg (1533 - 1586);
      - Reinardo II, conte di Leiningen-Westerburg (1530 - 1584);
        - Alberto Filippo, conte di Leiningen-Westerburg (1567 - 1597);
        - Giovanni Ludovico, conte di Leiningen-Westerburg (1572 - 1597), ultimo di questo ramo.

Il Leiningen-Westerburg venne quindi assorbito nel Leiningen-Schaumburg.

### Leiningen-Leiningen
- Filippo I, conte di Leiningen-Leiningen (1527 - 1597), figlio di Kuno II, conte di Leiningen-Westerburg;
  - Ludovico, conte di Leiningen-Leiningen (1557 - 1622), sposò Bernardina di Lippe;
    - Giovanni Casimiro, conte di Leiningen-Leiningen (1587 - 1635);
    - Filippo II, conte di Leiningen-Leiningen (1591 - 1668);
      - Ludovico Eberardo, conte di Leiningen-Leiningen (1624 - 1688), sposò Carlotta di Nassau-Saarbrücken, figlia del conte Guglielmo Luigi;
        - Filippo Ludovico, conte di Leiningen-Leiningen (1652 - 1705);

    - Ludovico Emilio, conte di Leiningen-Leiningen (1595 - 1635);
      - Giovanni Ludovico, conte di Leiningen-Leiningen (1625 - 1665).

Questa linea dinastica si estinse nel 1705 e la contea venne assorbita anch'essa nel Leiningen-Schaumburg

### Leiningen-Schaumburg

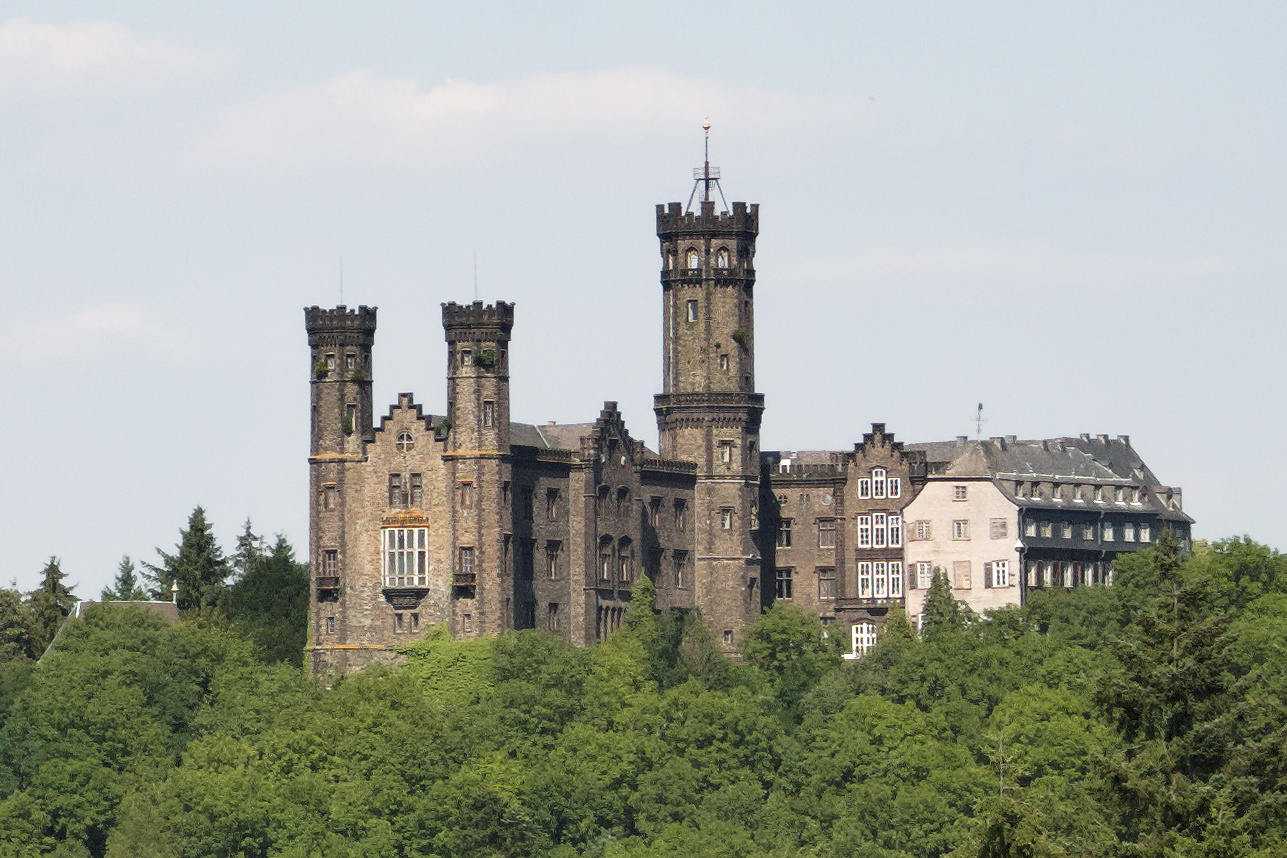
Castello di Schaumburg

- Giorgio I, conte di Leiningen-Schaumburg (1533 - 1586), figlio di Kuno II, conte di Leiningen-Westerburg;
  - Filippo Giacobbe, conte di Leiningen-Schaumburg (1572 - 1612);
  - Reinardo II, conte di Leiningen-Schaumburg (1574 - 1655);
  - Cristoforo, conte di Leiningen-Schaumburg (1575 - 1635);
    - Margherita Elisabetta (30 giugno 1604 - 13 agosto 1667), sposò Federico I, langravio d'Assia-Homburg;
    - Filippo Ludovico, conte di Leiningen-Schaumburg (1617 - 1637);
    - Giorgio Guglielmo, conte di Leiningen-Schaumburg (1619 - 1695);[16]
      - Giovanni Antonio, conte di Leiningen-Schaumburg (15 gennaio 1655 - 2 ottobre 1698);
        - Giorgio Federico, conte di Leiningen-Schaumburg (5 febbraio 1693 - 6 ottobre 1708);

      - Cristoforo Cristiano, conte di Leiningen-Altleiningen (11 marzo 1656 - 17 maggio 1728);
      - Giorgio II Carlo Ludovico, conte di Leiningen-Neuleiningen (2 marzo 1666 - 4 ottobre 1726).[17]

### Leiningen-Westerburg-Altleiningen

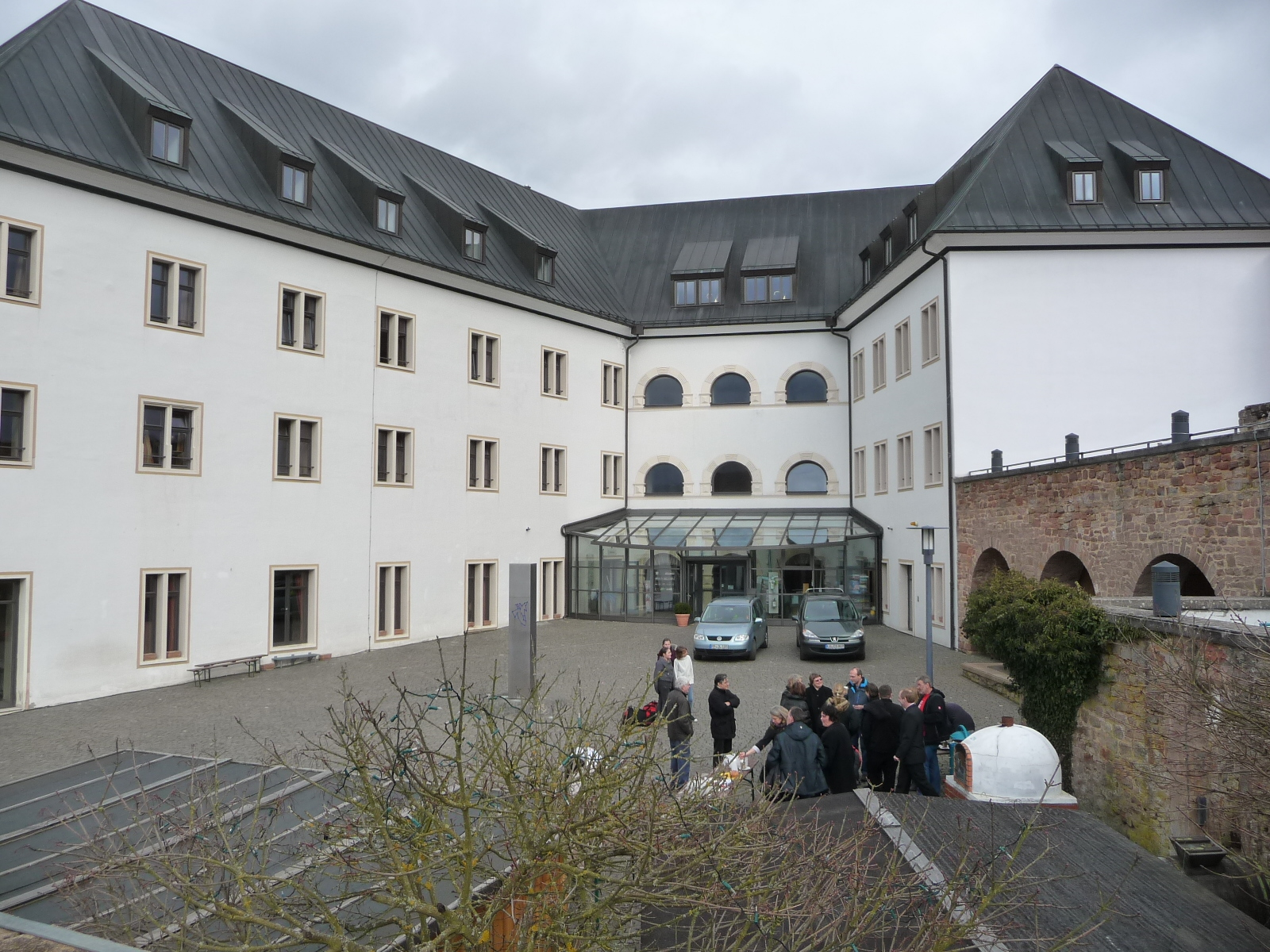
Castello di Altleiningen

- Cristoforo Cristiano, conte di Leiningen-Altleiningen (11 marzo 1656 - 17 maggio 1728), figlio di Giorgio Guglielmo, conte di Leiningen-Schaumburg;
  - Giorgio Ermanno, conte di Leiningen-Altleiningen (21 marzo 1679 - 4 febbraio 1751);
    - Cristiano Giovanni, conte di Leiningen-Altleiningen (31 agosto 1730 - 20 febbraio 1770);
      - Cristiano Carlo, conte di Leiningen-Altleiningen (18 settembre 1757 - 1º dicembre 1811);
      - Federico I Ludovico Cristiano, conte di Leiningen-Altleiningen (2 novembre 1761 - 9 agosto 1839);
        - Federico II Edoardo, conte di Leiningen-Altleiningen (20 maggio 1806 - 5 giugno 1868);
        - Károly Leiningen-Westerburg (11 aprile 1819 - 6 ottobre 1849), uno dei martiri d'Arad;
        - Giovanni Ludovico (6 giugno 1807 - 31 ottobre 1864);
          - Federico III Wipprecht Francesco, conte di Leiningen-Altleiningen (30 dicembre 1852 - 7 febbraio 1916);
            - Gustavo Federico Oscar, conte di Leiningen-Altleiningen (8 febbraio 1876 - 23 luglio 1929).[17]

### Leiningen-Westerburg-Neuleiningen

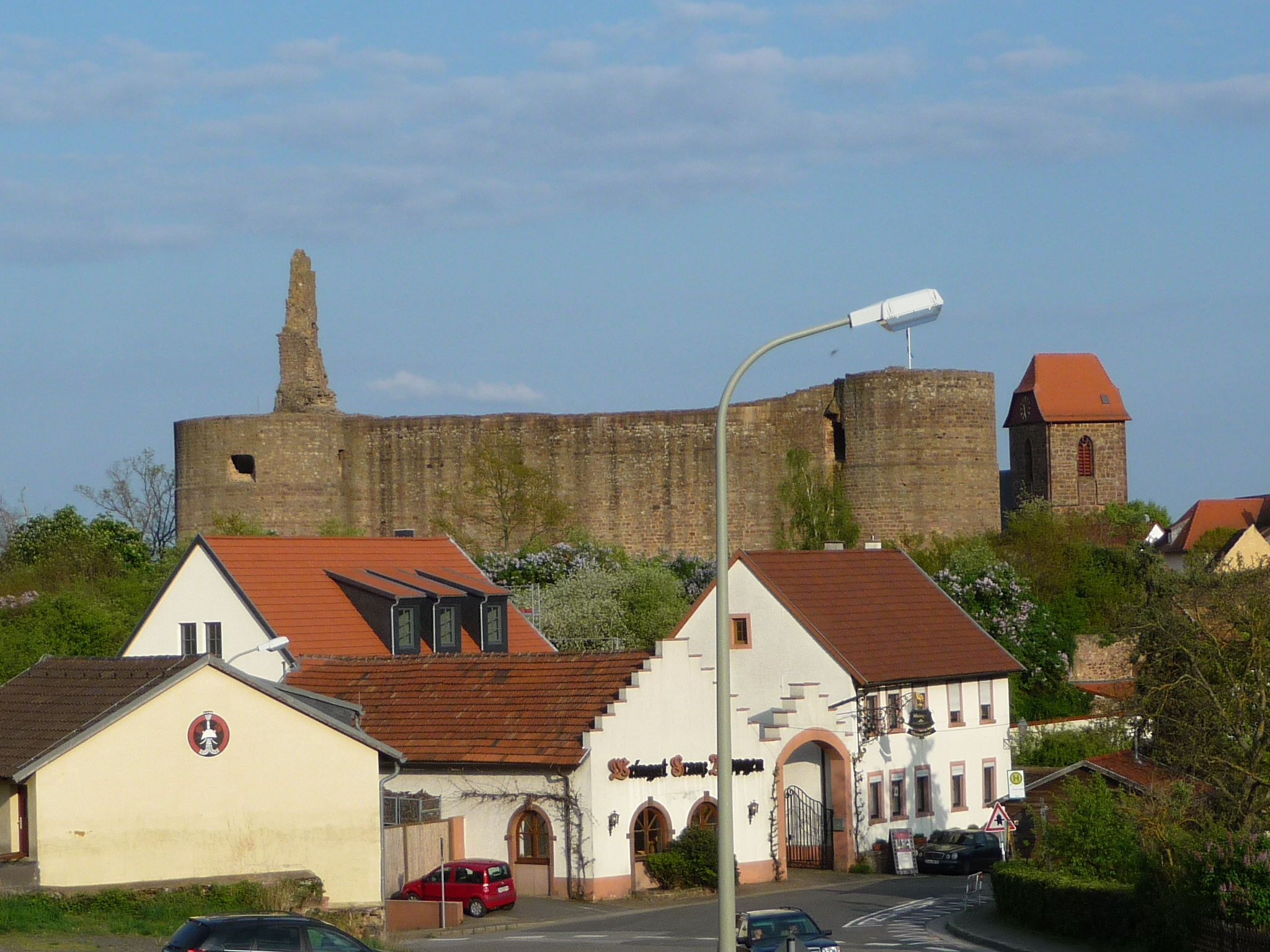
Ruderi del castello di Neuleiningen

- Giorgio II Carlo Ludovico, conte di Leiningen-Neuleiningen (2 marzo 1666- 4 ottobre - 1726), figlio di Giorgio Guglielmo, conte di Leiningen-Schaumburg;
  - Giorgio Carlo I Augusto Ludovico, conte di Leiningen-Neuleiningen (linea di Nassau) (17 febbraio 1717 - 19 marzo 1787);
    - Carlo II Gustavo Reinardo Waldemaro, conte di Leiningen-Neuleiningen (28 giugno 1747 - 7 giugno 1798);
      - Ferdinando Carlo III, conte di Leiningen-Neuleiningen (8 settembre 1767 - 26 novembre 1813);
      - Augusto Giorgio Gustavo, conte di Leiningen-Neuleiningen (19 febbraio 1770 - 9 ottobre 1849);
        - Cristiano Francesco Serafino Vincenzo, conte di Leiningen-Neuleiningen (1810 - 1856);

  - Giorgio Ernesto Ludovico (linea di Baviera) (3 maggio 1718 - 24 dicembre 1765);
    - Carlo IV Giuseppe Filippo Ludovico Ernesto, conte di Leiningen-Neuleiningen (13 agosto 1739 - 27 luglio 1797);
      - Giorgio Carlo Augusto, conte di Leiningen-Neuleiningen (27 agosto 1789 - 17 marzo 1865);
        - Guglielmo, conte di Leiningen-Neuleiningen (16 febbraio 1824 - 29 aprile 1887).[17]

### Leiningen-Hardenburg

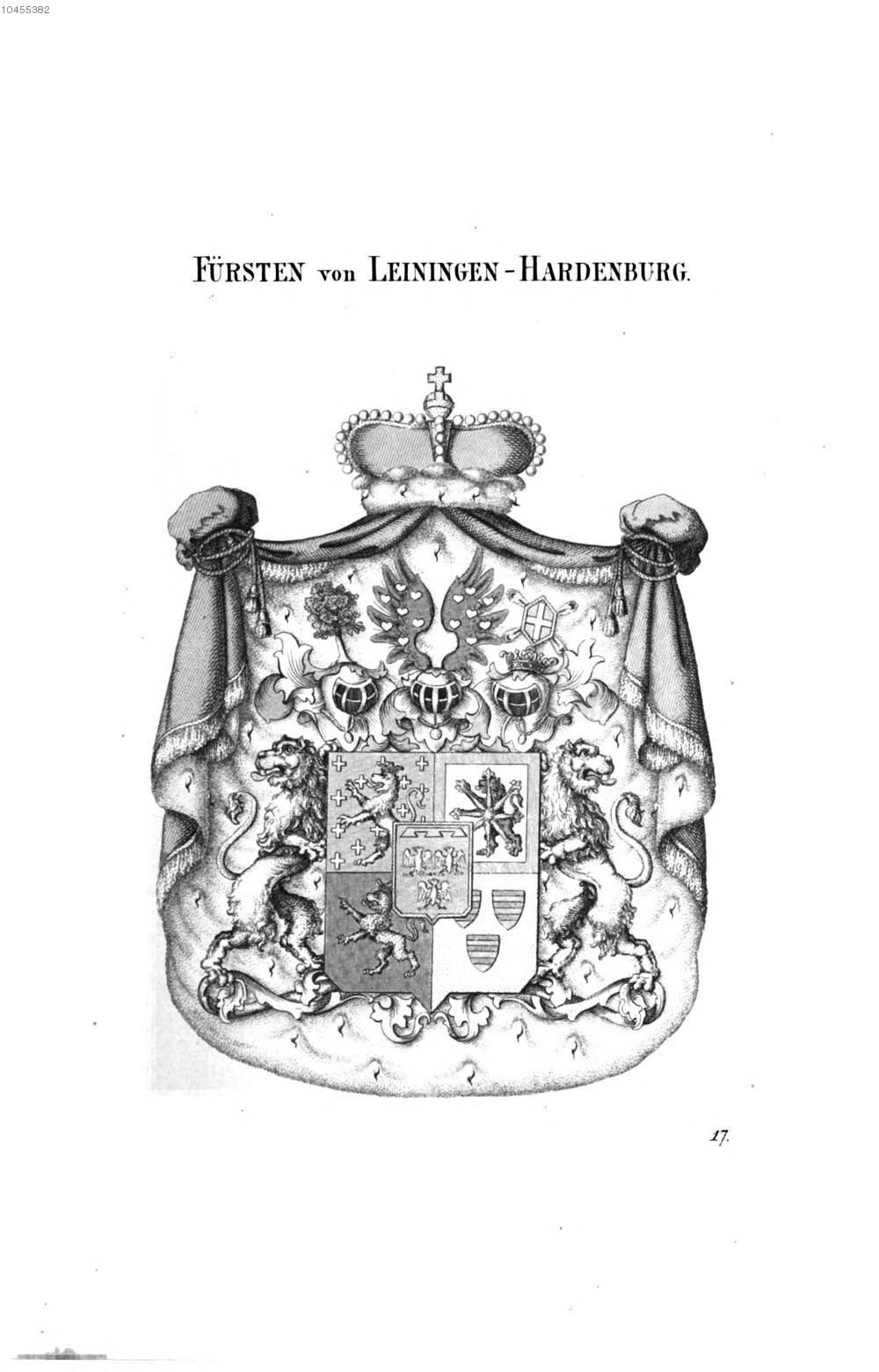
Stemma dei Principi di Leiningen

- Goffredo, figlio di Federico V, ereditò la porzione di Leiningen con centro ad Hardenburg;
  - suo figlio Federico sposò Giovanna di Rixingen ed i loro figli divennero noti come Conti di Leiningen-Rixingen, ramo della famiglia che terminò nel 1506;
  - altro figlio di Goffredo fu Emilio V, conte di Leiningen-Hardenburg;
    - Emilio VI, conte di Leiningen-Hardenburg († 1452) sposò Beatrice Zähringen, figlia di Bernardo I, margravio di Baden-Baden;
      - Emilio VII, conte di Leiningen-Hardenburg († 30 marzo 1495);
        - Emilio VIII, conte di Leiningen-Hardenburg († 18 febbraio 1535);[13]
          - Caterina († 1585), sposò Filippo II, conte di Nassau-Saarbrücken;[14]
          - Emilio IX, conte di Leiningen-Hardenburg († 10 gennaio 1541);
            - Emilio X, conte di Leiningen-Dagsburg (1540 - 1593), diede inizio alla seconda linea di Leiningen-Dagsburg;
            - Giovanni Filippo I, conte di Leiningen-Hardenburg (25 dicembre 1539 - 8 settembre 1562);[13]
              - Emilio XII, conte di Leiningen-Hardenburg (4 novembre 1562 - 24 novembre 1607), sposò Maria di Wittelsbach, figlia di Volfango, conte palatino di Zweibrücken;
                - Giovanni Filippo II, conte di Leiningen-Hardenburg (16 aprile 1588 - 15 aprile 1643), sposò Elisabetta di Leiningen-Dagsburg, figlia di Emilio X;
                  - Federico Emilio, conte di Leiningen-Hardenburg (9 febbraio 1621 - 26 luglio 1698);
                    - Maria Polissena (7 febbraio 1662 - 22 aprile 1725), sposò Giovanni Ernesto, conte di Nassau-Weilburg;[18]
                    - Emilio XIV, conte di Leiningen-Hardenburg (6 febbraio 1649 - 12 dicembre 1684), sposò Carlotta Sofia di Baden-Durlach, figlia del margravio Carlo Magno di Baden-Durlach;
                    - Giovanni Federico, conte di Leiningen-Hardenburg (18 marzo 1661 - 9 febbraio 1722), sposò Caterina di Baden-Durlach, figlia di Federico VII, margravio di Baden-Durlach;
                      - Federico Magno, conte di Leiningen-Hardenburg (27 marzo 1703 - 28 ottobre 1756).
                        - Carlo Federico Guglielmo, I principe di Leiningen (14 agosto 1724 - 9 gennaio 1807);[19]
                          - Per i suoi discendenti, vedi Principato di Leiningen.

### Leiningen-Dagsburg (seconda creazione)
- Emilio X, conte di Leiningen-Dagsburg (1540 - 1593), figlio di Emilio IX, conte di Leiningen-Hardenburg;
  - Elisabetta (6 maggio 1586 - 25 ottobre 1623), sposò il pronipote Giovanni Filippo II, conte di Leiningen-Hardenburg;
  - Filippo Giorgio, conte di Leiningen-Dagsburg (25 luglio 1582 - 6 febbraio 1627);
    - Anna (25 maggio 1625 - 24 dicembre 1688), sposò Giovanni, conte di Nassau-Idstein;[18]

  - Giovanni Ludovico, conte di Leiningen-Dagsburg-Falkenburg (8 maggio 1579 - 19 giugno 1625);
    - Emilio XIII, conte di Leiningen-Dagsburg-Falkenburg (12 giugno 1612 - 1658);
      - Giuliana Alessandrina, sposò Giorgio III, langravio d'Assia-Itter e Carlo, langravio d'Assia-Wanfried;
      - Emilio Cristiano di Leiningen-Dagsburg (29 marzo 1642 - 27 aprile 1702);
        - Elisabetta Dorotea Guglielmina (11 giugno 1665 - 1722), sposò Maurizio Ermanno di Limburg;

      - Giorgio Guglielmo, conte di Leiningen-Dagsburg-Falkenburg (8 marzo 1636 - 18 luglio 1672);
        - Giovanni, conte di Leiningen-Dagsburg-Falkenburg (19 marzo 1662 - 13 novembre 1698), sposò la contessa Giovanna Maddalena di Hanau-Lichtenberg;
          - Cristiano Carlo Reinardo di Leiningen-Dachsburg-Falkenburg-Heidesheim (17 luglio 1695 - 17 novembre 1766);
            - Carolina Felicita di Leiningen-Dagsburg (22 maggio 1734 - 8 maggio 1810);[19]
            - Maria Luisa Albertina di Leiningen-Falkenburg-Dagsburg (16 marzo 1729 - 11 marzo 1818).

## Altre residenze del casato di Leiningen

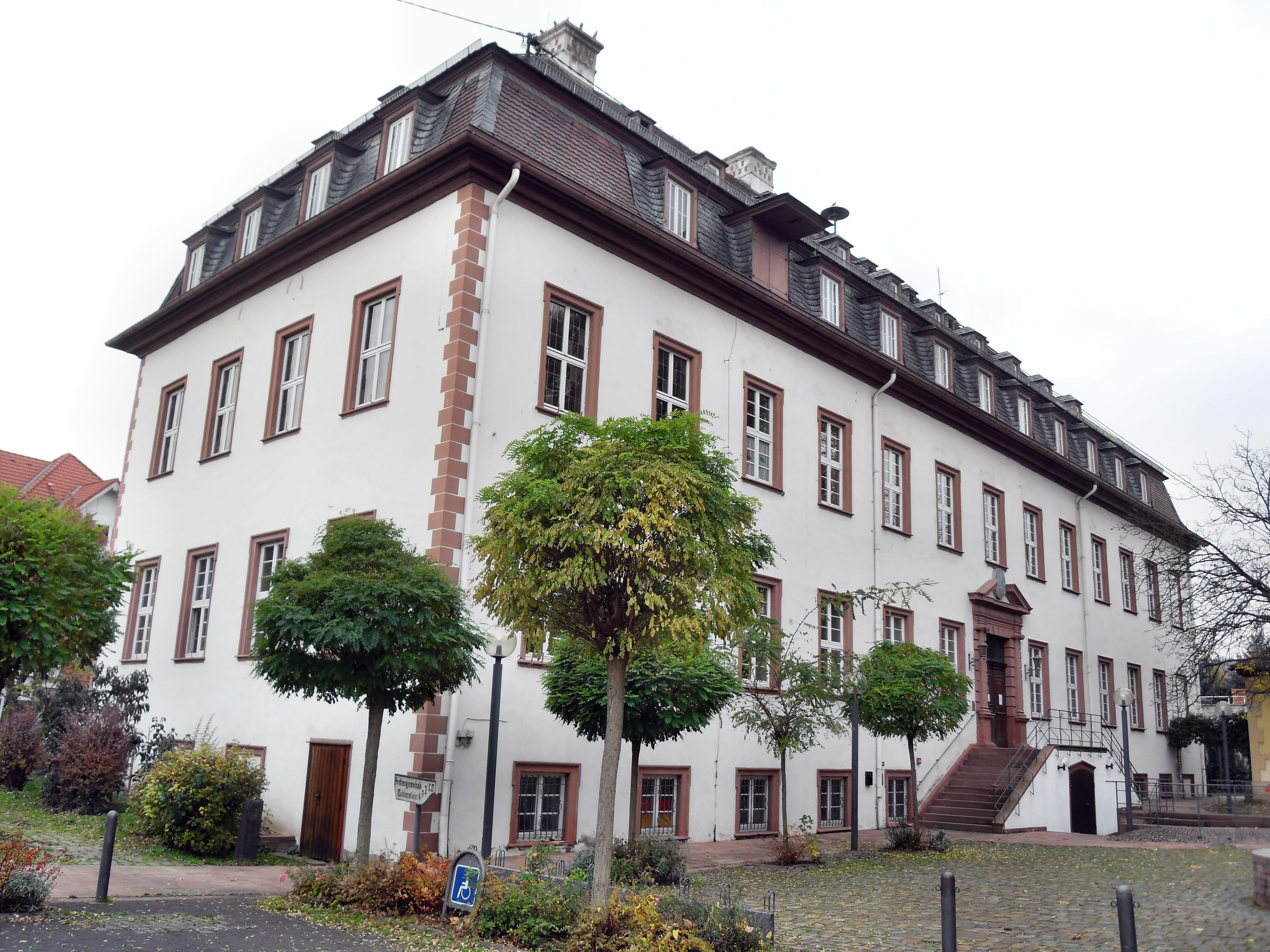
Castello di Guntersblum
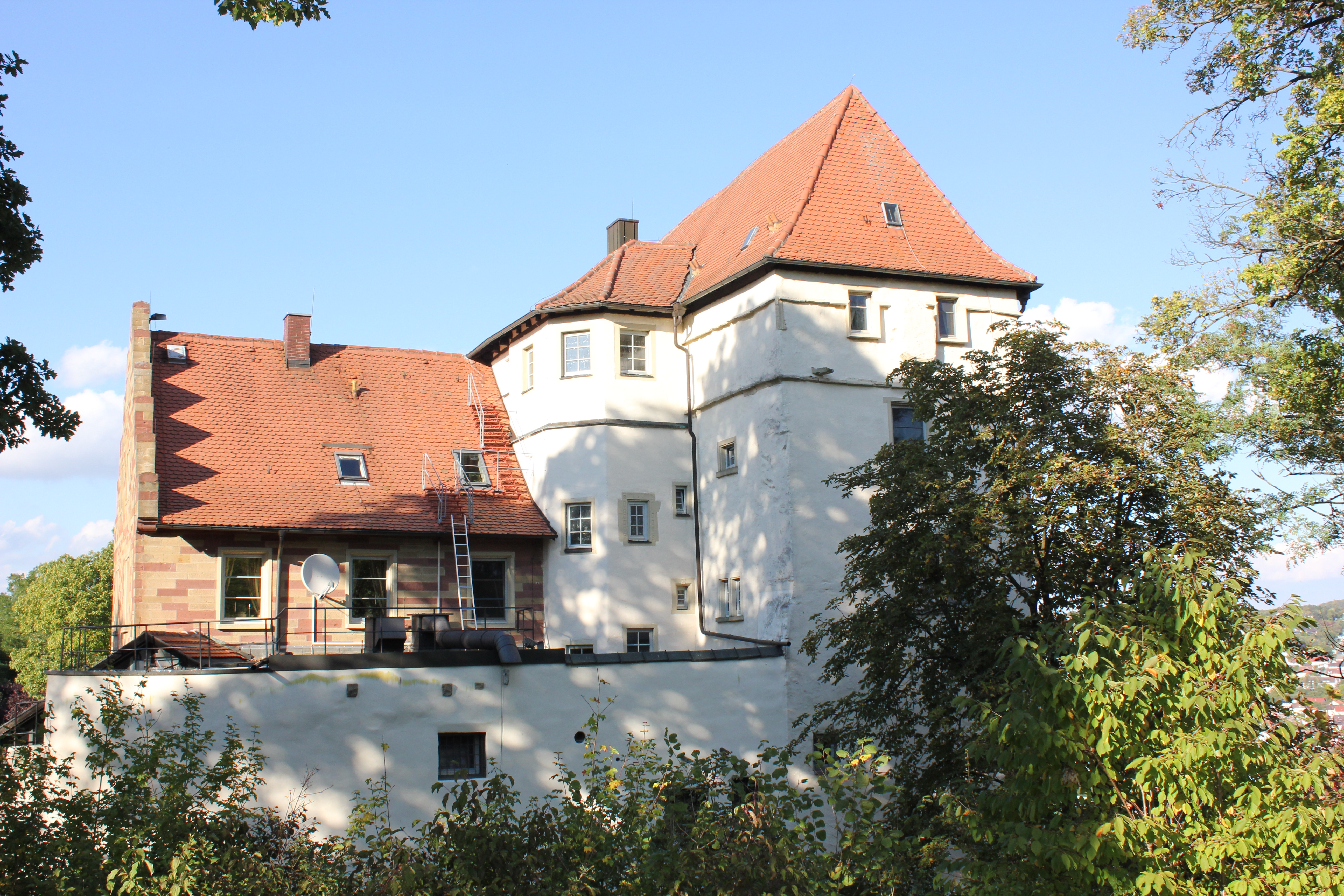
Castello di Neuburg, ad Obrigheim
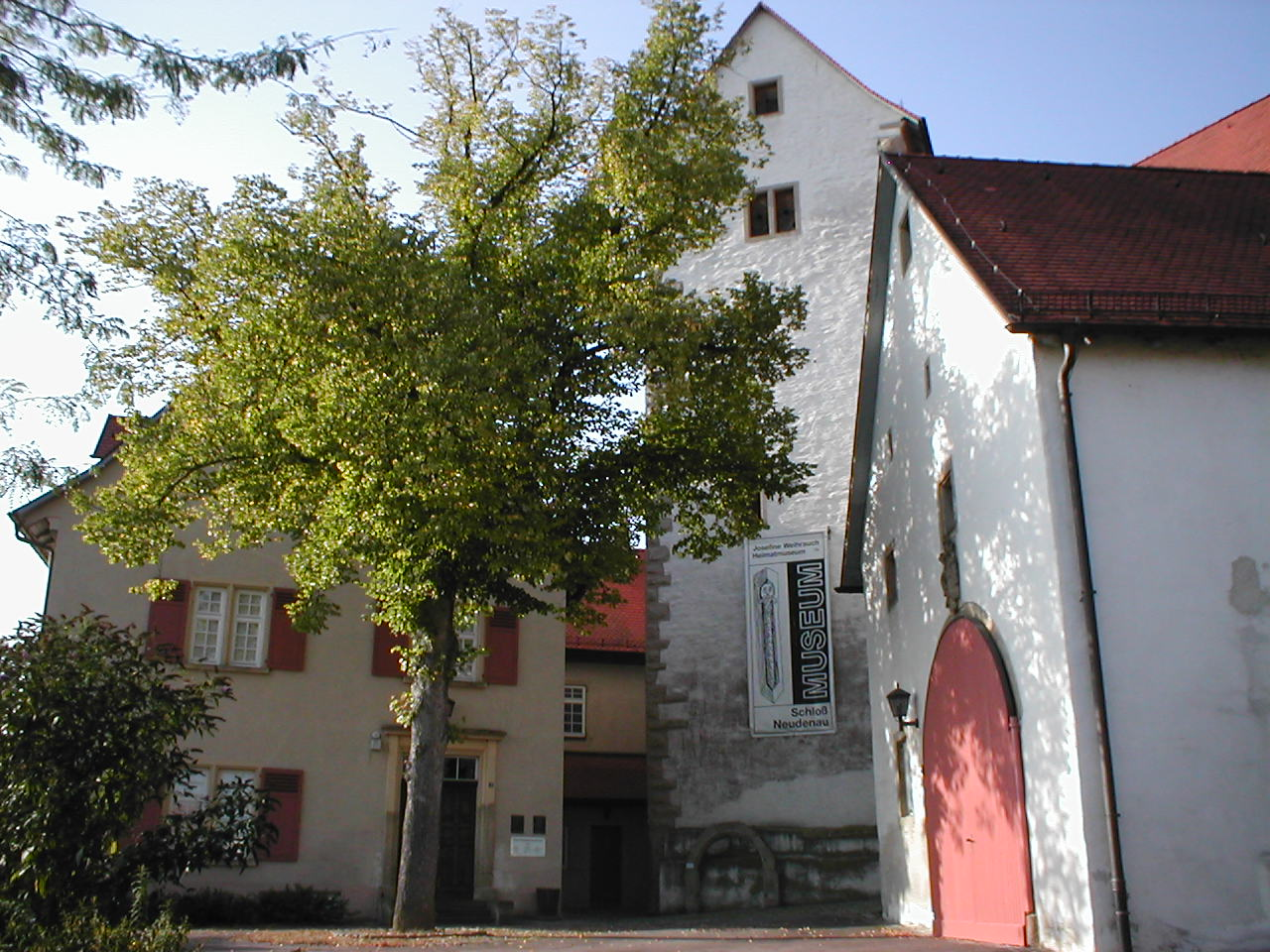
Castello di Neudenau